# فرودگاه بین‌المللی خوآن ویسنته گومس

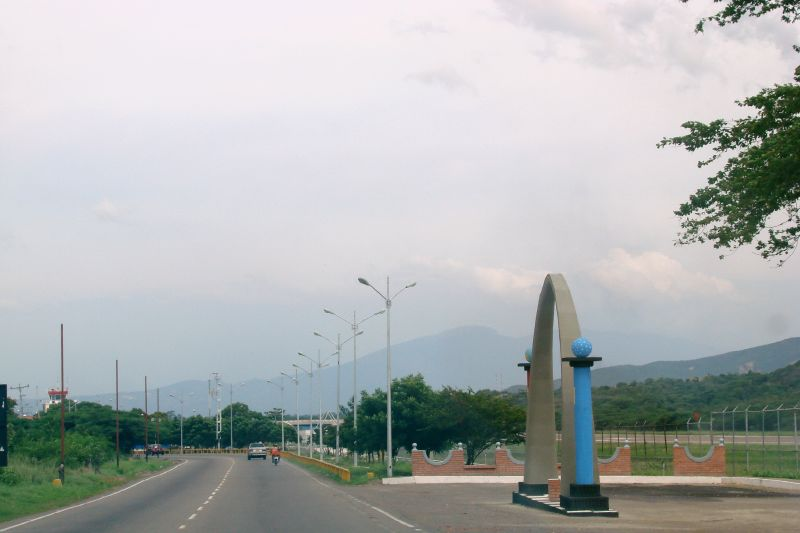
فرودگاه بین‌المللی خوآن ویسنته گومس

فرودگاه بین‌المللی خوآن ویسنته گومس  (به انگلیسی: Juan Vicente Gómez International Airport) یک فرودگاه غیرنظامی با کد یاتا SVZ است که یک باند فرود آسفالت دارد و طول باند آن ۱۸۷۰ متر است. این فرودگاه در کشور ونزوئلا قرار دارد و در ارتفاع ۴۰۰ متری از سطح دریا واقع شده‌است.

## شرکت‌های هواپیمایی و مقصدهای پروازی
| شرکت‌های هواپیمایی | مقصدهای پروازی |
| ----------------- | -------------- |
| روتاکا ایرلاینز   | سیمون بولیوار  |
| Venezolana        | سیمون بولیوار  |